# Monica Aksamit
Monica Aksamit est une escrimeuse américaine née le 18 février 1990 à New York. Elle a remporté la médaille de bronze du sabre féminin par équipes aux Jeux olympiques d'été de 2016 à Rio de Janeiro.

## Palmarès
- Jeux olympiques
  -  Médaille de bronze par équipes lors des Jeux olympiques 2016 de Rio de Janeiro